# Sierra Pelona Mountains
Die Sierra Pelona Mountains sind ein Gebirge im Los Angeles County und im Kern County in Südkalifornien. Das 1937 km² große Gebirge reicht von der Interstate 5 in Gorman bis zum Antelope Valley Freeway in Vincent. Die Nord-Süd-Ausdehnung beträgt 57 km, die Ost-West 70 km. Die Sierra Pelona Mountains werden im Süden von den San Gabriel Mountains, im Südwesten vom Santa Clarita Valley, von den San Emigdio Mountains im Nordwesten und vom Antelope Valley im Norden und Nordosten begrenzt. Die San-Andreas-Verwerfung liegt nördlich des Gebirges beim Elizabeth Lake. Die Sierra Pelona Mountains werden oft fälschlich zu den San Gabriel Mountains gezählt, die aber durch den Soledad Canyon von den Sierra Pelona Mountains getrennt sind. Im Winter sind die höchsten Punkte meistens beschneit, während im Sommer und Herbst Waldbrandgefahr herrscht, da die trockenen, heißen Santa-Ana-Winde den Pflanzen Feuchtigkeit entziehen. 

## Höchste Gipfel
- Burnt Peak (1764 m)
- Liebre Mountain (1756 m)
- Sawtooth Mountain (1585 m)
- Jupiter Mountain (1371 m)
- Redrock Mountain Benchmark (1216 m)